# Neckera himalayana
Neckera himalayana är en bladmossart som beskrevs av Mitten 1859. Neckera himalayana ingår i släktet fjädermossor, och familjen Neckeraceae. Inga underarter finns listade i Catalogue of Life.